# Broualan
Broualan (bretonisch: Broualan; Gallo: Beréoalan) ist eine französische Gemeinde mit 411 Einwohnern (Stand: 1. Januar 2022) im Département Ille-et-Vilaine in der Region Bretagne. Sie gehört zum Arrondissement Saint-Malo und zum Kanton Dol-de-Bretagne. Die Einwohner werden Broualanais genannt.

## Geografie
Broualan liegt etwa 33 Kilometer südöstlich von Saint-Malo und 15 Kilometer südlich der Ärmelkanalküste. An der östlichen Gemeindegrenze verläuft der Küstenfluss Guyoult. Umgeben wird Broualan von den Nachbargemeinden La Boussac im Norden, Trans-la-Forêt im Osten, Cuguen im Süden sowie Epiniac im Westen und Nordwesten.

## Bevölkerungsentwicklung
| Jahr                       | 1962 | 1968 | 1975 | 1982 | 1990 | 1999 | 2006 | 2013 | 2020 |
| Einwohner                  | 445  | 372  | 299  | 268  | 279  | 290  | 297  | 386  | 391  |
| Quellen: Cassini und INSEE |      |      |      |      |      |      |      |      |      |

## Sehenswürdigkeiten
- Kirche Notre-Dame-de-Toutes-Joies, wohl um 1483 erbaut, Monument historique seit 1911
- Schloss Landal aus dem 12. Jahrhundert, seit 1981 Monument historique (siehe auch: Taubenturm Château de Landal)

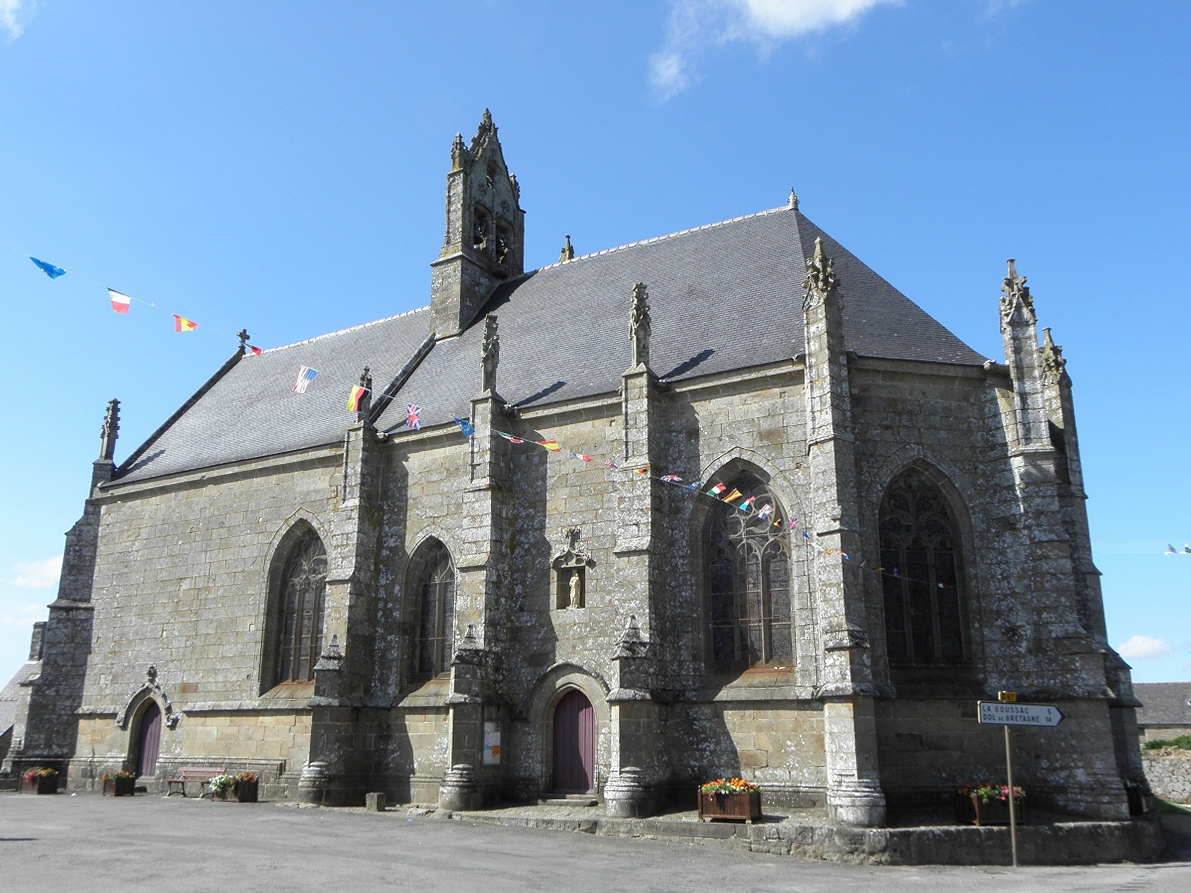
Kirche Notre-Dame-de-Toutes-Joies
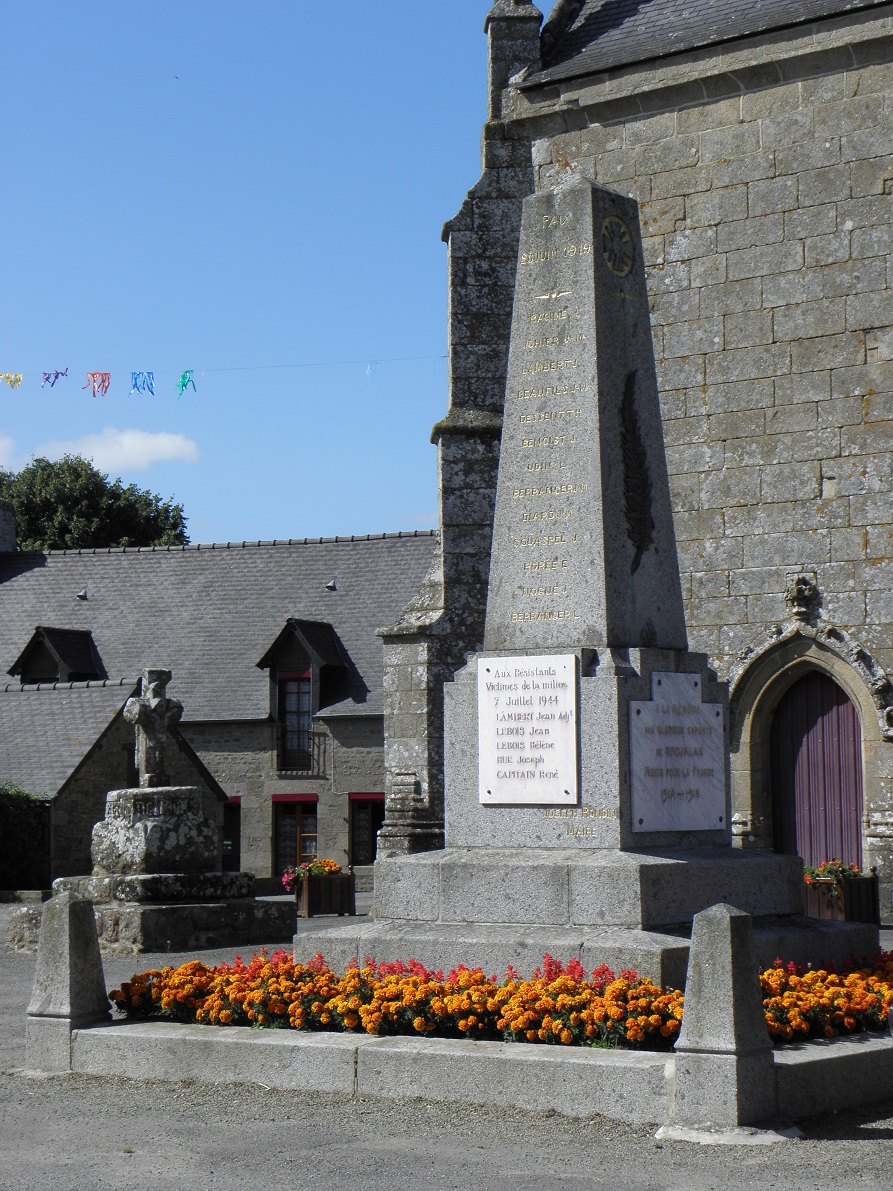
Gefallenendenkmal
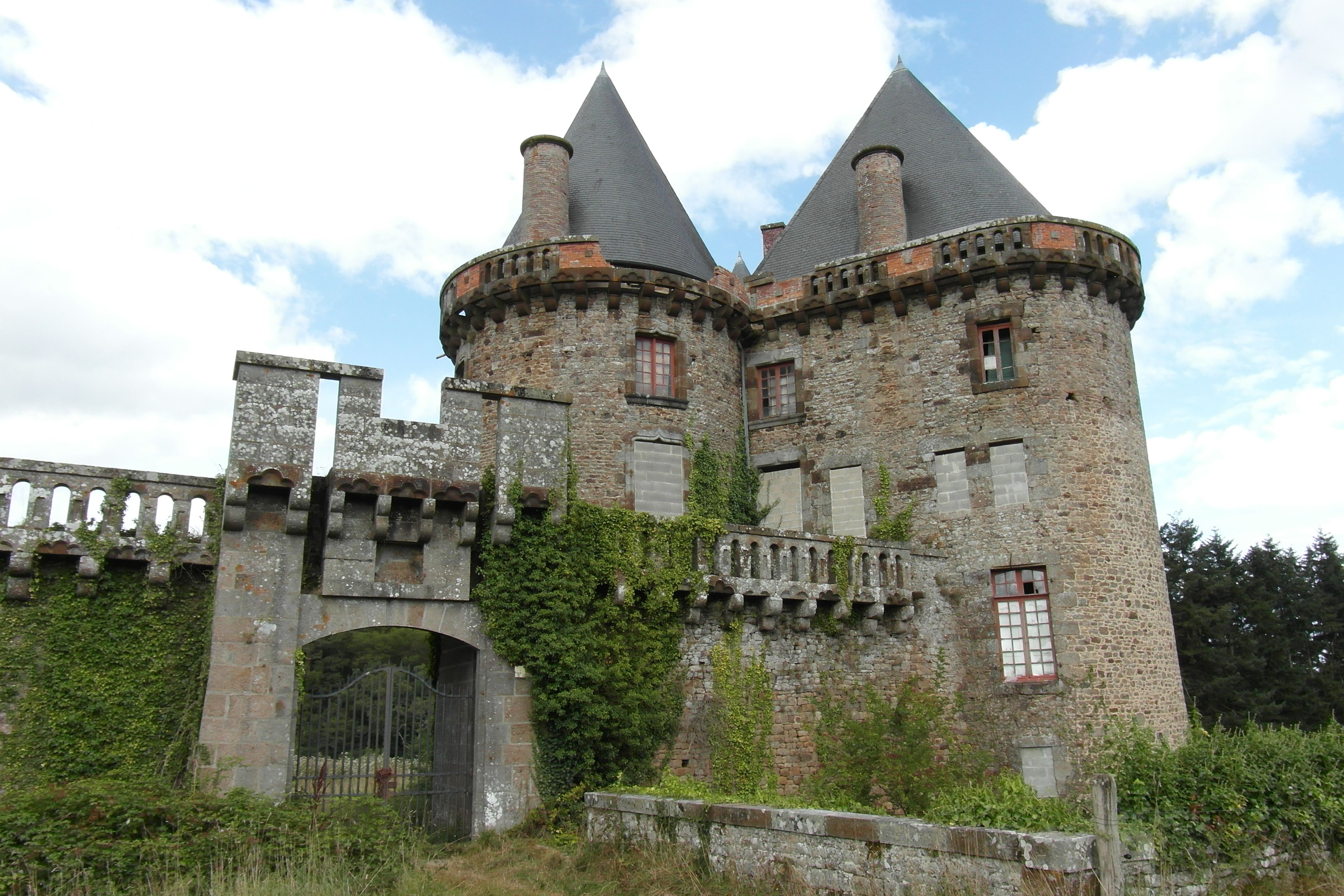
Schloss Landal
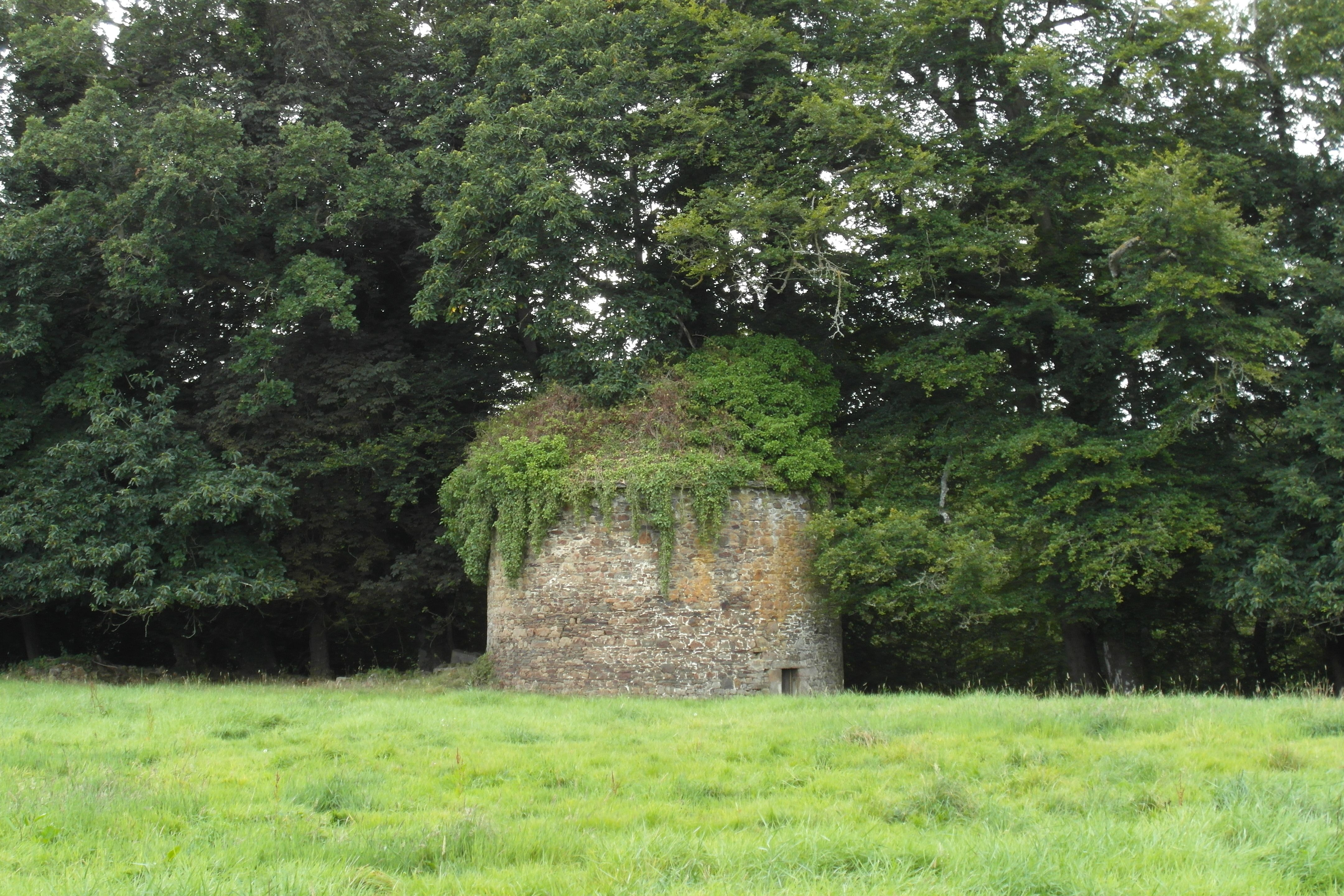
Überreste des Taubenturms